# Jurij Chěžka
Jurij Chěžka (22. července 1917, Hórki –13./17. října 1944, území bývalé Jugoslávie) je lužickosrbský básník považovaný za zakladatele moderní lužickosrbské poezie. Charakteristické pro něj bylo hledání nových forem a netradičních prostředků, částečně inspirovaných českou poezii. Jeho jméno nese škola ve vsi Chrósćicy.
Jurij Chěžka se narodil v lužickosrbské vsi Horkách. Jeho otec Mikławš Chěžka pracoval v lomu a matka Hana, rozená Delenkec byla známá lidová vypravěčka (psal o ní Pawol Nedo) a měla na budoucího básníka velký vliv. Na doporučení chrósčického faráře Jakuba Šewčika odešel Chěžka v roce 1929 studovat na osmileté Arcibiskupské gymnázium v Praze. Vyučovacím jazykem zde byla čeština a Chěžka, podobně jako jiní lužickosrbští studenti, udržoval znalosti mateřštiny v obnovené Serbowce na hodinách dr. Miklawše Krječmara. Navštěvoval také přednášky Josefa Páty, když se po maturitě v r. 1937 rozhodl pro studium bohemistiky, germanistiky a sorabistiky. Páta jako první (v máchovském sborníku 1936-37) upozornil na mladého básníka J. Hórčanského (což byl Chěžkův pseudonym) v souvislosti s jeho poémou W nocy napsanou na počest slavného českého romantika. O prázdninách roku 1937, v podkrovní místnůstce hájovny v českých Jabkenicích, napsal 23 básní, které nazval Na puču za druhej domiznu. V té době již byla nacisty zakázána činnost Domowiny a veřejné používání lužické srbštiny. Tato rukopisná sbírka tvoří základ jeho nerozsáhlého literárního díla.
Další Chěžkovy básně a prózy se uchovaly v rukopisném studentském časopisu Gmejnska heja (říjen 1937 - červen 1938), který Chěžka založil a redigoval. Jeho básně znamenaly v porovnání se současnou lužickosrbskou poezií výrazný umělecký posun k moderní poezii. Po obsazení ČSR v roce 1939 byl vyslýchán gestapem a převezen do vězení. Nedlouho po propuštění byl povolán do wehrmachtu a odvelen na frontu ve Francii a poté na Balkáně. Mezi 13. a 17. říjnem 1944 Chěžka zahynul v Srbsku poblíž města Kragujevce (pravděpodobně) při pokusu přeběhnout k partyzánům.

## Dílo
- Seznam děl v Souborném katalogu ČR, jejichž autorem nebo tématem je Jurij Chěžka